# Papaipema circumlucens
Papaipema circumlucens är en fjärilsart som beskrevs av Smith 1899. Papaipema circumlucens ingår i släktet Papaipema och familjen nattflyn. Inga underarter finns listade i Catalogue of Life.